# God of Little Children
God of Little Children è un film muto del 1917 diretto da Richard Ridgely. Di genere drammatico, aveva come interpreti Alma Hanlon, Bigelow Cooper, Charles Hutchinson.

## Trama
Ricattata da Robert Moran per uno sbaglio commesso in un momento di disperazione, Mary Keene è costretta ad avvicinare il ricco avvocato John Ingalls, riuscendo ad ottenere un impiego nel suo ufficio. I due si innamorano e si sposano. Tutto sembra andare incredibilmente bene quando riappare Moran che vuole che Mary lasci tutto per fuggire con lui. Disperata, la giovane pensa di uccidersi. Viene distolta da quel triste pensiero vedendo Hard Tack, un killer al soldo di Moran che si sta avvicinando alla casa dove si trova il marito. Dimenticando tutto il resto, Mary si precipita appena in tempo per salvargli la vita. Hard Tack cade e muore mentre Moran, accorso con la pistola viene ucciso da Mary che gli spara. Ormai libera dal ricattatore che aveva minacciato di distruggere la sua felicità, Mary non pensa più al suicidio.

## Produzione
Il film fu il primo prodotto dalla Apollo Pictures, una piccola casa di produzione indipendente attiva in quegli anni.

## Distribuzione
Distribuito dalla Art Dramas, il film uscì nelle sale statunitensi il 18 gennaio 1917.
Non si conoscono copie ancora esistenti della pellicola che viene considerata presumibilmente perduta.